# ZZT (Computerspiel)
ZZT ist ein 1991 veröffentlichtes Action-Computerspiel von Tim Sweeney. Besonderheiten sind der im Paket enthaltene Leveleditor und eine eigene Skriptsprache, mit denen eigene Spielwelten erschaffen werden können.

## Spielbeschreibung
Die Grafik ist aus farbigen Zeichen des erweiterten ASCII-Zeichensatzes Codepage 437 aufgebaut und war schon bei Veröffentlichung nicht mehr zeitgemäß. Das einzige grafische „Design“ besteht darin, die Pixelauflösung des Textmodus so zu modifizieren, dass keine Lücken zwischen den Zeichen entstehen und das Erscheinungsbild auf Flächen glatter wirkt.
Das Spiel wurde von Epic MegaGames als Shareware veröffentlicht. Von den vier vorgefertigten Welten war eine frei spielbar und die restlichen mussten durch Registrierung des Spieles freigeschaltet werden.
Das Spielprinzip war sehr einfach: Die Figur wurde mit den Pfeiltasten gesteuert und mit der Leertaste wurden, falls der Spieler noch Munition hatte, Schüsse abgegeben.

## Skriptsprache
ZZT basiert auf der von Sweeney für das Spiel entwickelten, ereignisgesteuerte Skriptsprache ZZT-oop. Der Name steht für „objektorientierte Programmierung“.
Jeder Skriptbestandteil wird als Attribut einer bestimmten Art von Spielfigur, den sogenannten Objekten, definiert. Die Skriptsprache war zum Erscheinungszeitpunkt eine bahnbrechende Neuerung, besitzt jedoch einige grundlegende Einschränkungen. Die Befehle des Skripts ermöglichen diesen, grundlegende Aktionen der anderen Figuren auszuführen. Etliche Funktionen fehlen jedoch, wie z. B. die Bewegung auf dem Wasser, oder Szenenwechselbefehle. Mathematische und boolesche Operationen fehlen vollständig. Die Variablen beschränken sich auf globale boolesche Variablen, sogenannte Flags, sowie die merkwürdige Möglichkeit, Sprunglabel für ungültig zu erklären. Demzufolge können auch keiner Anweisung variable Argumente übergeben werden.

## Klone und Editoren
Hier aufgelistet sind einige externen Editoren und Klone von ZZT.
- DreamZZT[1][2] ist eine Open Source ZZT-Engine für Mac OS X, Microsoft Windows, Linux und SEGA Dreamcast.
- KevEdit[3] ist ein vielseitiger Editor für ZZT. Seit der Veröffentlichung der Version 0.5.1 am 2. Juli 2005 wird der Editor nicht mehr weiter entwickelt.
- ZZTAE[4] ist ein älterer Editor für ZZT, geschrieben in QBASIC. Es bietet unter anderem einen Farbwechsler, einen verbesserten Texteditor, Unterstützung für Objektbibliotheken und andere Schriftarten und einen Musikwechsler. Die letzte Version ist 1.0.1 vom 1. Oktober 2001.
- DirectZZT[5] ist ein in C# geschriebenes Open-Source-Spiel, welches zum Ziel hat, ZZT so nah wie möglich zu simulieren und zu verbessern, ohne eine direkte Kopie zu sein. Es setzt auf moderne Technologie wie DirectX (woher das „Direct“ in DirectZZT herrührt, obwohl es eigentlich XNA ist). Es ist in einer sehr frühen Phase, weswegen noch nicht sehr viele Features eingebaut sind. Geplant ist u. a. eine 100-prozentige Kompatibilität zu ZZT-oop, den Spielständen und Welten von ZZT, Mehrspielermodus mit bis zu 4 Spielern, ein neues, verbessertes Welten/Spielstandformat (ZML) und eine neue, verbesserte und erweiterbare Skriptsprache (Powerscript), welche ZZT-Welten mehr Möglichkeiten bietet.